# Guldara (huyện)
Guldara là một huyện thuộc tỉnh Kabul, Afghanistan. Dân số thời điểm năm 1999 là 24,171 người.